# Prüfstelle für Ersatzglieder
Die Prüfstelle für Ersatzglieder war eine wissenschaftliche Einrichtung mit dem primären Zweck, auf dem Markt verfügbare Prothesen (damals: „Ersatzglieder“) unter medizinischen und technischen Gesichtspunkten auf ihre jeweilige Bauart und Qualität zu untersuchen und so ihre Eignung für verschiedene Nutzergruppen festzustellen. Sie wurde im Herbst 1915, auf Initiative des Vereins Deutscher Ingenieure in Berlin gegründet und nahm am 1. Februar 1916 die Arbeit auf. Im Fokus ihrer Tätigkeit stand die Versorgung kriegsversehrter Soldaten, denen durch Bereitstellung zweckmäßiger Prothesen und Arbeitshilfen die Rückkehr in die Erwerbsarbeit ermöglicht werden sollte. Die Gründung der Prüfstelle für Ersatzglieder kann somit als eine Reaktion deutscher Ärzte und Ingenieure auf den Ersten Weltkrieg gesehen werden.

## Einrichtungen und Orte
Die Geschäftsräume und Werkstätten der Zentralstelle der Prüfstelle für Ersatzglieder wurden Anfang 1916 mit Genehmigung des Staatssekretärs des Inneren in den Räumlichkeiten der Reichsanstalt „Ständige Ausstellung für Arbeiterwohlfahrt“, in der Frauenhoferstr. 11/12, in Berlin-Charlottenburg untergebracht. Mit Genehmigung des kgl. Preußischen Kriegsministeriums wurden im Verlauf des Jahres 1916 zudem in Danzig, Düsseldorf, Gleiwitz und Hamburg weitere Abteilungen geschaffen.

## Gutachtertätigkeiten und Prüfverfahren

### Gutachtertätigkeit
Die Prüfstelle wurde 1916 vom kgl. Preußischen Kriegsministerium zur offiziellen Gutachterstelle ernannt. Als Vertreter des Kriegsministeriums wurde Oberstabsarzt Schwiening in den Vorstand der Prüfstelle aufgenommen. Dadurch soll sich das preußische Kriegsministerium eine gewisse Mitsprache bei der Auswahl der zu prüfenden Prothesen und Hilfsmittel gesichert haben.
Nach Beginn der Prüftätigkeit für das Kriegsministerium stellten zunehmend auch Prothesenentwickler und -hersteller Prüfanträge. Die Prüfstelle arbeitete also auch im Auftrag ziviler Personen und Unternehmen. In solchen Fällen wurde zunächst ein vorläufiger Mängelbescheid erstellt und übermittelt. Dieses Verfahren ermöglichte, die zu Prüfung eingereichten Prothesen und Hilfsmittel vor der Abfassung des eigentlichen Gutachtens nachzubessern.
Unabhängig vom Antragsteller wurden sämtliche abschließenden Gutachten dem preußischen Kriegsministerium übermittelt.

### Prüfverfahren
Die Erprobung von Prothesen und Hilfsmitteln für Armamputierte erfolgte durch eigens von der Prüfstelle beschäftigte armamputierte Facharbeiter aus verschiedenen Berufsfeldern. Diese testeten die jeweiligen zu prüfenden Ersatzglieder und Hilfsmittel über einen Zeitraum von mehreren Wochen in mehrstündigen Arbeitseinsätzen mit verschiedenen Werkzeugen, Arbeitsgeräten und Maschinen.
Für die Erprobung von Prothesen und Hilfsmitteln für Beinamputierte wurden ebenfalls entsprechend amputierte Facharbeiter aus verschiedenen Berufsfeldern beschäftigt. Zusätzlich zu den Einsatzmöglichkeiten bei verschiedenen Arbeitstätigkeiten wurde auch die Leistung der Ersatzbeine beim Gehen auf verschiedenen Böden und schiefen Ebenen, beim Ersteigen von Leitern und Treppen, sowie beim Sitzen und Aufstehen erprobt.
Die Überwachung der jeweiligen Prüfvorgänge und die Feststellung der Prüfergebnisse erfolgte durch die Mitglieder der Prüfstelle unter Leitung des Schriftführers.

#### Anforderungen und Beurteilungskriterien
Die Qualität einer Prothese wurde, von aus Medizinern und Ingenieuren zusammengesetzten Prüfkommissionen, anhand der Erfüllung/Nicht-Erfüllung folgender Kriterien ermittelt:
- einfache Gestalt
- lange Haltbarkeit
- geringes Gewicht
- bequeme Einstellbarkeit
- schnelles Anlegen
- gutes Sitzen und sichere Befestigung
- billige Herstellung unter Verwendung der Verfahren der Massenanfertigung
- kriegsbedingt die Möglichkeit zum Einsatz von Ersatzstoffen
- leichte Instandhaltung und Instandsetzbarkeit
- unter Normalien gefertigte und leicht zu beziehende Bestandteile
- vorteilhafte und gefahrlose Verwendbarkeit bei Verrichtungen des alltäglichen Lebens und der Ausübung bestimmter Arbeiten

## Forschungs- und Entwicklungstätigkeit
Ausgehend von ihren in den Prüfverfahren gesammelten Erfahrungen und Erkenntnissen, begann die Prüfstelle für Ersatzglieder, eigenständig Prothesen und Arbeitshilfen zu entwerfen und herzustellen. Aus dieser Forschungs- und Entwicklungstätigkeit sind seit 1916 unter anderem folgende Produkte hervorgegangen: Bandagen für Ober- und Unterarmamputierte mit verschiedenen Stumpfformen und Amputationsgraden, die sogenannte Berliner Hand, eine „Holzgebrauchshand“ mit beweglichen Daumen und festen Fingern, sowie zwei Arbeitsarme, die unter den Bezeichnungen Brandenburg-Arm und Tannenberg-Arm vertrieben wurden.

## Merkblätter
Die aus der Arbeit der Prüfstelle für Ersatzglieder gewonnenen Erkenntnisse wurden in Form von Merkblättern publiziert. Diese Merkblätter erschienen zum Teil als Einzelschriften, wurden zum Teil aber auch als Artikel in Fachzeitschriften, wie z. B. der Zeitschrift des Vereins Deutscher Ingenieure, abgedruckt. Bis zum Ende des Ersten Weltkrieges im November 1918 wurden insgesamt 17 Merkblätter veröffentlicht.
- Merkblatt 1 befasst sich mit der „Organisation und der Tätigkeit der Prüfstelle“ bis zum Stand vom 1. April 1916. Außerdem wird über die vom Landwirt August Keller entwickelte „Universalersatzhand für am Unterarm amputierte Landarbeiter“ berichtet. Die technische Berichterstattung zur genannten Universalersatzhand wurde von Georg Schlesinger, die ärztliche Berichterstattung von Moritz Borchardt und Richard Radike übernommen.
- Merkblatt 2 behandelt die „Normalisierung der Schraubengewinde und der Befestigungszapfen der Ansatzstücke“. Die Berichterstattung erfolgte durch Schlesinger und Leymann.
- Merkblatt 3 befasst sich mit den von der Prüfstelle aufgestellten „Allgemeinen Grundsätze[n] für die Untersuchung von Ersatzarmen“.
- Merkblatt 4 behandelt die zeitgenössisch gebräuchlichsten „Unterarmbandagen“ und deren Verwendbarkeit für verschiedene Amputationsstümpfe sowie die Durchführung leichter und schwerer Tätigkeiten. Die technische Berichterstattung übernahm Schlesinger, die ärztliche Berichterstattung erfolgte durch Borchardt und Radike.
- Merkblatt 5 beschreibt "die Leistungsfähigkeit Schwerbeschädigter mit und ohne Ersatzglied".
- Merkblatt 6 erläutert "die Reibungsgelenke, ihre Eigenschaften und Konstruktionsbedingungen". Schlesinger und C. Volk diskutieren hier den Einfluss der zur Feststellung dienenden Schrauben und Handgriffe auf die Festigkeit des Gelenks. Weiter wird die Frage behandelt, ob und inwieweit sich die Verwendung von Reibungsgelenken für das Ellenbogen- und Handgelenk von Ersatzarmen als sinnvoll erweist.
- Merkblatt 7  berichtet von der "Entwicklung des Baus künstlicher Hände und Arme". Schlesinger und Rath geben hier einen Überblick über die historische Entwicklung künstlicher Hände und präsentieren eine tabellarische Übersicht verschiedener Konstruktionen mit unterschiedlichen Griffmöglichkeiten.
- Merkblatt 8 befasst sich mit  "Amputierte[n] im Handwerk, in der Industrie und Landwirtschaft". Es bildet die Grundlage einer Reihe von Untersuchungen über den Gebrauch und die Einsatzmöglichkeiten von Arbeits- und Ersatzarmen in verschiedenen Berufen, die in den Merkblättern 9 bis 14 weiter fortgeführt wird.
- Merkblatt 9 beschreibt Einsatzmöglichkeiten von Arbeits- und Ersatzarmen in den Berufen des Bäckers und des Lackierers.
- Merkblatt 10 behandelt Einsatzmöglichkeiten von Arbeits- und Ersatzarmen in den Berufen des Sattlers und des Schuhmachers.
- Merkblatt 11 erläutert Einsatzmöglichkeiten von Arbeits- und Ersatzarmen im Beruf des Schneiders.
- Merkblatt 12 betrachtet Einsatzmöglichkeiten von Arbeits- und Ersatzarmen in den Berufen des Stellenmachers und des Tischlers.
- Merkblatt 13 berichtet über Einsatzmöglichkeiten von Arbeits- und Ersatzarmen im Beruf des Schlossers.
- Merkblatt 14 schildert Einsatzmöglichkeiten von Arbeits- und Ersatzarmen bei landwirtschaftlichen Tätigkeiten.
- Merkblatt 15 gibt eine Übersicht über die Eignung verschiedener passiv beweglicher Gebrauchshände für Verrichtungen des alltäglichen Lebens.
- Merkblatt 16 erfasst die den Kriterien entsprechenden "Bandagen für Oberarmamputierte und im Schultergelenk exartikulierte".
- Merkblatt 17 berichtet über "Stützen bei Radialislähmungen".

## Mitglieder
Nach Angabe von Konrad Hartmann gehörten der Prüfstelle für Ersatzglieder am 1. Juli 1918 unter dem Vorsitz des Senatspräsidenten Konrad Hartmann, der Oberstabsarzt Heinrich Schwiening (Stellvertreter), aber auch Georg Schlesinger oder der Oberbürgermeister Hermann Geib an.

## Nachfolgeeinrichtungen
zu den Nachfolgeeinrichtungen der Prüfstelle für Ersatzglieder gehören:
- ab 1939: die Reichsstelle für künstliche Glieder
- ab 1947: das Forschungsinstitut mit Prüfstelle für künstliche Glieder
  - ca. 1972: Umbenennung des Forschungsinstitut mit Prüfstelle für künstliche Glieder in Prüfstelle für orthopädische Hilfsmittel (POH)
  - 1980: Gründung der Prüfstelle für medizinische Geräte (PMG) als ergänzende Einrichtung zur bereits bestehenden Prüfstelle für orthopädische Hilfsmittel
  - 1997: Umbenennung der Prüfstelle für orthopädische Hilfsmittel in Prüf- und Zertifizierstelle für Medizinprodukte
- 2001: Gründung der Prüf- und Zertifizierstelle Berlin Cert GmbH